# Firewalker (The X-Files)
«Firewalker» es el noveno episodio de la segunda temporada de la serie de televisión estadounidense de ciencia ficción The X-Files. Se estrenó en la cadena Fox el 18 de noviembre de 1994. Fue escrito por Howard Gordon, dirigido por David Nutter y contó con las apariciones especiales de Bradley Whitford, Leland Orser y Shawnee Smith. El episodio es una historia del «monstruo de la semana», desconectada de la mitología más amplia de la serie.
El programa se centra en los agentes especiales del FBI Fox Mulder (David Duchovny) y Dana Scully (Gillian Anderson) que trabajan en casos relacionados con lo paranormal, llamados expedientes X. En el episodio, Mulder y Scully investigan una muerte en una base de investigación remota y descubren que un nuevo hongo similar al Ophiocordyceps a base de silicio que se encuentra en el área puede estar matando a los investigadores.
La trama del episodio se inspiró en el Proyecto Dante de la NASA. «Firewalker» obtuvo una calificación Nielsen de 9, siendo visto por 8,6 millones de hogares en su transmisión inicial. El episodio tuvo una mala recepción de los críticos, y se señaló que repetía material ya familiar para la serie.

## Argumento
El Dr. Adam Pierce, científico del Instituto de Tecnología de California en Pasadena, recibe una transmisión visual de Firewalker, un robot móvil enviado por un proyecto de investigación volcánica en el Monte Avalon cerca de Bend, Oregón. Firewalker está transmitiendo desde el interior de una cueva volcánica, donde Pierce vislumbra el cadáver del sismólogo jefe, Phil Erickson. También ve una sombra que se mueve en la cueva, una imposibilidad debido a las temperaturas extremadamente altas. La cámara de Firewalker se destruye y finaliza la transmisión.
Pierce acude a Fox Mulder (David Duchovny) y Dana Scully (Gillian Anderson), mostrándoles una entrevista televisiva del líder del proyecto, Daniel Trepkos (Bradley Whitford); Pierce estaba con el proyecto hasta que él y Trepkos tuvieron una pelea. Mulder es reacio a dejar que Scully venga debido a su reciente abducción; Scully, sin embargo, insiste en que ella está lista. Al llegar al Monte Avalon, Pierce sale al bosque para inspeccionar el equipo del proyecto mientras los agentes buscan en el laboratorio. Descubren al equipo aparentemente traumatizado: el ingeniero de robótica Jason Ludwig (Leland Orser), el analista de sistemas Peter Tanaka (Hiro Kanagawa) y la estudiante graduada Jessie O'Neil (Shawnee Smith). Afirman que Trepkos destruyó su laboratorio y desapareció después del primer descenso de Firewalker. Mientras tanto, afuera, Trepkos estrangula a Pierce.
Después de que el equipo encuentra y almacena el cuerpo de Pierce, Mulder revisa las notas fragmentadas de Trepkos. Encuentra referencias a un nuevo organismo basado en silicio existente dentro del Monte Avalon; Scully, sin embargo, duda de sus conclusiones debido a su estado mental. Tanaka sufre convulsiones y muestra fiebre alta, pero rechaza cualquier ayuda de Mulder o Scully. Cuando lo colocan en la camilla de una ambulancia, Mulder nota un bulto palpitante en su cuello. Tanaka huye al bosque y muere cuando un tentáculo, parecido a un ascocarpo, brota de su garganta. Una autopsia de Scully encuentra arena en sus pulmones (sílice), lo que indica la existencia de una espora con base de silicio; ella teoriza que cuando se expone, la espora infecta a los anfitriones más cercanos o muere. Mulder se pone en contacto con el CDC para que los ponga en cuarentena.
Mulder y Ludwig se aventuran en las cuevas volcánicas para encontrar a Trepkos. Cuando encuentran a Firewalker, Trepkos le dispara a Ludwig en la espalda con una pistola de bengalas, matándolo. Luego quema el cuerpo de Ludwig, ya que también estaba infectado con la espora. Trepkos le dice a Mulder que después de que Firewalker regresó de su primer descenso, Erickson pulverizó una roca en una de sus muestras, lo que provocó su muerte y la infección de todos los científicos que lo rodearon. Trepkos dice que la espora es de naturaleza parásita, haciendo que sus huéspedes se transmitan a otros. Mientras tanto, en el laboratorio, O'Neil infectado se esposa a Scully para exponerla a la espora, lo que obliga a Scully a usar un martillo para partir las cadenas, en vano, por lo que se protege lanzando a O'Neil a un cámara y cerrando la puerta. Una protuberancia sale de la garganta de O'Neil, matándola sin esparcir la espora a Scully.
Mulder y Trepkos llegan a la escena. Mulder contacta al equipo de evacuación pero, sabiendo que Trepkos se negará a irse, informa que solo él y Scully han sobrevivido. Los agentes ingresan a una cuarentena de un mes mientras los Chemical Corps confiscan el laboratorio y acordonan el Monte Avalon. Firewalker es rescatado, pero está demasiado dañado como para proporcionar datos suficientes. Trepkos y O'Neil son declarados oficialmente desaparecidos y presuntamente muertos; Trepkos es visto por última vez llevando el cuerpo de O'Neil mientras desaparece en el volcán.

## Producción

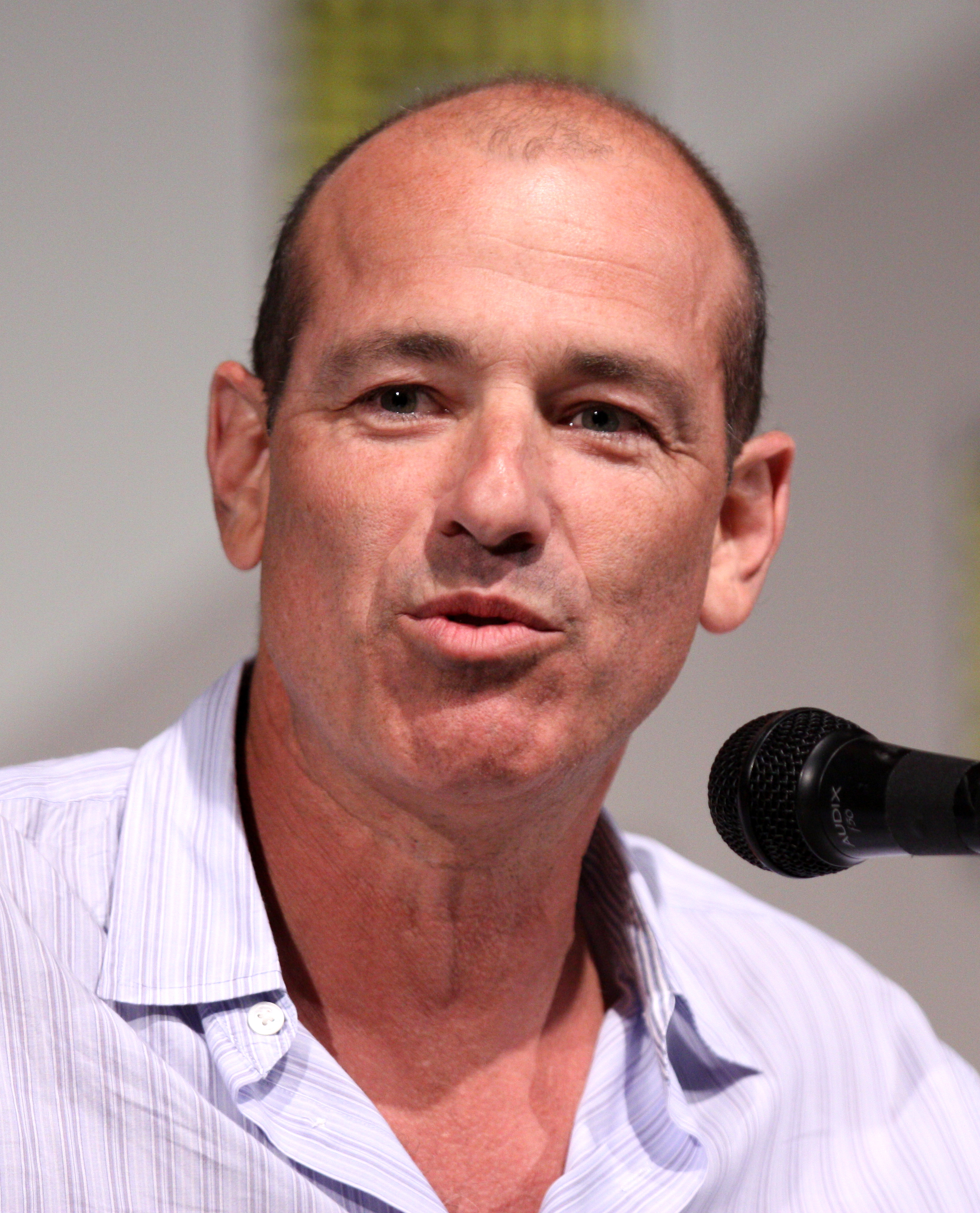
Howard Gordon se inspiró para escribir «Firewalker» en un proyecto de exploración de la NASA.

Howard Gordon se inspiró para escribir el episodio después de ver dos informes de noticias sobre el Proyecto Dante, un explorador robótico creado por la NASA que había sido enviado a un volcán. Chris Carter dijo sobre el episodio: «creo que es la primera vez en nuestra segunda temporada que contamos cuál es una de nuestras historias en serie en lugar de nuestras historias mitológicas. En otras palabras, era un archivo X en lugar de una de la cosmología muestra que explora los personajes». Sin embargo, Gordon sintió que el episodio le permitió explorar los posibles resultados de la búsqueda de la verdad de Mulder, haciéndose eco de esto en la mentalidad de Daniel Trepkos y las interacciones entre los dos personajes. Gordon señaló que «el punto final natural de esta búsqueda de la verdad es la locura», comparando el tratamiento de Mulder a Trepkos con los eventos de la novela El corazón de las tinieblas.
El episodio compartió temas con episodios anteriores de la primera temporada, como «Ice» y «Darkness Falls», que presentaban a los agentes encontrando nuevas formas de vida en lugares remotos. James Wong fue algo negativo con respecto a las similitudes del episodio con «Ice», diciendo: «Si el programa comienza a canibalizarse, habrá problemas». Gordon declaró, sin embargo, «Sé que hay algunas similitudes con “Ice”, pero creo que una vez que superas las similitudes de un grupo de personas en un espacio confinado que se enfrenta a una criatura, hay suficientes diferencias para separar las dos».
Como las montañas de Cascade Range estaban demasiado lejos de Vancouver para servir de ubicación, el equipo de filmación se instaló en un bosque cercano que tenía una vista parcial de las montañas. El decorado utilizado para el exterior del campo base fue vendido posteriormente a la productora responsable de la serie de televisión The Sentinel, mientras que el interior se filmó dentro de una subestación hidroeléctrica de Columbia Británica. Se construyó un decorado para representar el interior del volcán, y las imágenes filmadas allí se lograron mediante el uso de una grúa. Hiro Kanagawa, quien interpreta al personaje Peter Tanaka, haría dos apariciones más, en el episodio de la cuarta temporada «Synchrony»  y el episodio de la décima temporada «My Struggle», además de aparecer en la series derivadas Los pistoleros solitarios  y Millennium.

## Recepción
«Firewalker» se estrenó en la cadena Fox el 18 de noviembre de 1994. El episodio obtuvo una calificación Nielsen de 9 con una participación de 16, lo que significa que aproximadamente el 9 por ciento de todos los hogares equipados con televisión y el 16 por ciento de los hogares que miran televisión estaban sintonizados en el episodio. Un total de 8,6 millones de hogares vieron este episodio durante su emisión original.
En una retrospectiva de la segunda temporada de Entertainment Weekly, el episodio fue calificado con una D-. La reseña lo describió como «insultantemente malo», señalando que parecía estar «estafando» tanto el episodio de la primera temporada «Ice» como la película Alien de 1979. Escribiendo para The A.V. Club, Zack Handlen sintió que «Firewalker» representaba un enfoque de «regreso a lo básico» de la serie, siguiendo el arco de la historia anterior relacionada con la abducción de Scully. Handlen señaló que el episodio habría sido «una total pérdida de tiempo» en otras partes del programa de la temporada, pero sirvió como un medio «suficientemente competente» para reunir a los personajes principales. Howard Gordon elogió el trabajo del supervisor de efectos físicos Toby Lindala en este episodio, bromeando que los efectos de Lindala «ganaron el premio más asqueroso». Gordon también elogió el trabajo de Nutter en la dirección del episodio. Carter dijo que «Firewalker» fue un episodio muy exitoso. David Nutter añadió un bonito toque de dirección; las apariciones de los invitados fueron muy buenas.